# Bruno Falcomatà
Bruno Falcomatà (Napoli, 11 agosto 1911 – acque vicino a Malta, 26 luglio 1941) è stato un militare italiano, capitano medico della Regia Marina responsabile della salute degli assaltatori della 10ª Flottiglia MAS. Per le sue azioni gli venne concessa la Medaglia d'Oro al Valor Militare nel 1946.

## Biografia
Bruno Falcomatà nacque a Napoli l'11 agosto 1911. Nel 1934 ottenne la laurea in Medicina e Chirurgia presso l'Università degli Studi di Napoli Federico II; l'anno successivo fu ammesso alla Scuola di Applicazione di Sanità Militare a Firenze e qui conseguì la nomina a sottotenente medico.
La sua passione per il mare lo portò a chiedere il trasferimento nella Regia Marina, così venne destinato all'Ospedale Militare Marittimo di La Spezia. Successivamente, dal febbraio 1937 al marzo 1938, prestò servizio sotto il 1º Gruppo Sommergibili e, promosso capitano medico, prese imbarco sulla nave scuola Cristoforo Colombo con la qualifica di Capo Servizio Sanitario.

Dopo una breve permanenza sul sommergibile Malachite imbarcò poi sulla nave scuola Amerigo Vespucci e nel maggio 1939 passò alla Direzione di Sanità di La Spezia. Nel giugno 1940, alla vigilia del secondo conflitto mondiale, fu assegnato alla 10ª Flottiglia MAS.
Le circostanze in cui trovò la morte sono note tramite la motivazione della medaglia d'oro che gli fu assegnata. Durante un tentativo di forzamento della base navale inglese di Malta effettuato nella notte dal 25 al 26 luglio 1941, Falcomatà decise volontariamente di seguire gli operatori nella loro missione per meglio assistere i suoi compagni fino al momento dell'azione e dopo, al loro rientro. Alle ore 06:20 dell'alba del 26, dopo aver atteso invano il rientro degli operatori dalla missione, il MAS sul quale era imbarcato il capitano medico fu attaccato da un aereo inglese che lo distrusse, causando la sua morte.

## Onorificenze
Capo Servizio Sanitario dei mezzi d'assalto della Regia Marina, recava senza riposo e col suo stesso cimento fisico, prezioso contributo scientifico alla difficile pericolosa e lunga preparazione del personale.
Nel tentativo di forzamento di una delle più potenti e meglio difese basi navali avversarie chiese, e seppe ottenere al di là del proprio dovere, di seguire gli uomini ed assisterli fino al momento del lancio avvenuto a pochi metri dalle ostruzioni della piazzaforte. Percepita la disperata ed incerta lotta affrontata dagli operatori, assieme agli altri ufficiali, non volle abbandonare i propri uomini, attendendo sul punto di lancio molte ore oltre il tempo stabilito.